# Celtic Frost
Celtic Frost (/ˈkɛltɪk frɒst/) au fost o formație elvețiana de heavy metal extrem din Zürich,  Elveția. Sunt considerați o formație foarte influentă în dezvoltarea subgenurilor extreme ale heavy metal-ului. Aceasta formație a luat ființă sub titulatura Hellhammer, în anul 1981. Mai apoi, în anul 1984 si-au schimbat numele in Celtic Frost si au înregistrat primul lor album sub această titulatură, Morbid Tales. Acest prim album, prin stilul unic de compoziție ,tempo-urile de thrash metal, producție agresiva și sound general greu și întunecat a reprezentat o influență majoră în dezvoltarea stilurilor black metal și death metal.

## Discografie
Albume
- Morbid Tales (1984, relansat in 1999) – lansat ca mini-LP in Europa si ca album in America de Nord in acelasi an.
- To Mega Therion (1985, relansat in 1999)
- Into the Pandemonium (1987, relansat in 1999)
- Cold Lake (1988)
- Vanity/Nemesis (1990, relansat in 1999)
- Monotheist (2006) – US Ind #43, US Heat #37

EPs
- Emperor's Return (1985, relansat ca parte a Morbid Tales in 1999)
- Tragic Serenades (1986, relansat ca parte a To Mega Therion in 1999)
- I Won't Dance (1987)

Single-uri
- "Wine in My Hand" (Germania 1990)

Compilatii
- Parched with Thirst Am I and Dying (1992)
- Are You Morbid? (2003)
- Innocence and Wrath (2017)

Albume video
- Live at Hammersmith Odeon (1989, VHS)

## Videoclipuri
- "Circle of the Tyrants" (1986)
- "Cherry Orchards" (1988)
- "Wine in My Hand (Third from the Sun)" (1989)
- "Jewel Throne" (live) (1989)
- "A Dying God Coming into Human Flesh" (2006)